# The Texas Chain Saw Massacre (videojuego de 2023)
The Texas Chain Saw Massacre es un videojuego de terror y supervivencia multijugador de 2023 basado en la franquicia de The Texas Chainsaw Massacre. Fue desarrollado por Sumo Nottingham y publicado por Gun Interactive. Cuenta con un modo de juego cooperativo y uno de combate de jugador contra jugador (PvP). El juego presenta a Kane Hodder como Leatherface y como coordinador de stunts, así como a Edwin Neal retomando su papel como «The Hitchhiker» de la película original.
Texas Chain Saw Massacre se lanzó para Microsoft Windows, PlayStation 4, PlayStation 5, Xbox One y Xbox Series X/S el 18 de agosto de 2023, e igualmente se estrenó en Xbox Game Pass el mismo día. Antes de su lanzamiento, el juego tuvo una prueba técnica que se llevó a cabo del 25 al 29 de mayo de 2023.

## Personajes
El juego cuenta con cinco asesinos diferentes; Leatherface (Kane Hodder), the Cook (Troy Burgess), the Hitchhiker (Edwin Neal, con captura de movimientos realizados por Sean Whalen), y dos nuevos familiares incorporados a la franquicia de Texas Chainsaw Massacre, Johnny (Damian Maffei) y Sissy (Kristina Klebe). Las víctimas que aparecen son Ana Flores (Scout Taylor-Compton), Connie Taylor, Julie Crawford, Leland McKinney (Hunter C. Smith), y Sonny Williams. La historia del juego gira en torno a este grupo de chicos que buscan a María, la hermana desaparecida de Ana.

## Lanzamiento
El 11 de mayo de 2023, se anunció que los desarrolladores de The Texas Chain Saw Massacre habían abierto un canal de YouTube con el nombre «LoFi Leatherface». El mismo usó animación e ilustraciones creadas por Matt Hubel junto con audio de música lo-fi.